# Юрова гора
Ю́рова гора́ — державне заповідне урочище в Черкаському районі Черкаської області. Створене рішенням Черкаської обласної ради від 13.05.1975 р. № 288. Має площу 149 га. Розташоване біля північної околиці м. Сміла, у кв. 28, 35, 41 Смілянського лісництва. Керівна організація — ДП «Смілянське лісове господарство».

## Характеристика
Юрова гора розташована на правому березі р. Ірдинь. Гористий рельєф із насадженнями листяних порід, що мають ґрунтозахисне значення на крутосхилах.
Історичне місце. На початку 1880-х років археолог Олексій Бобринський відкрив на Юровій горі найдавнішу археологічну пам'ятку Сміли — стоянку і майстерню кам'яної доби. Вона існувала 35-10 тисяч років тому. Це одне із найбільш давніх поселень первісної людини на Черкащині. Рівень обробки знайдених предметів свідчить про те, що творцем знайдених знарядь був уже не неандерталець (попередник людини сучасного типу), а вид Homo sapiens, себто «людина розумна».
У Х-ХІ ст. русло Дніпра проходило на місці нинішньої річки Ірдинь, Ірдинки та Ірдинського болота. Існують відомості, що ще до 1190 року на Юровій горі було збудовано місто Кулдюрів, як форпост на південному рубежі Русі.

## Галерея

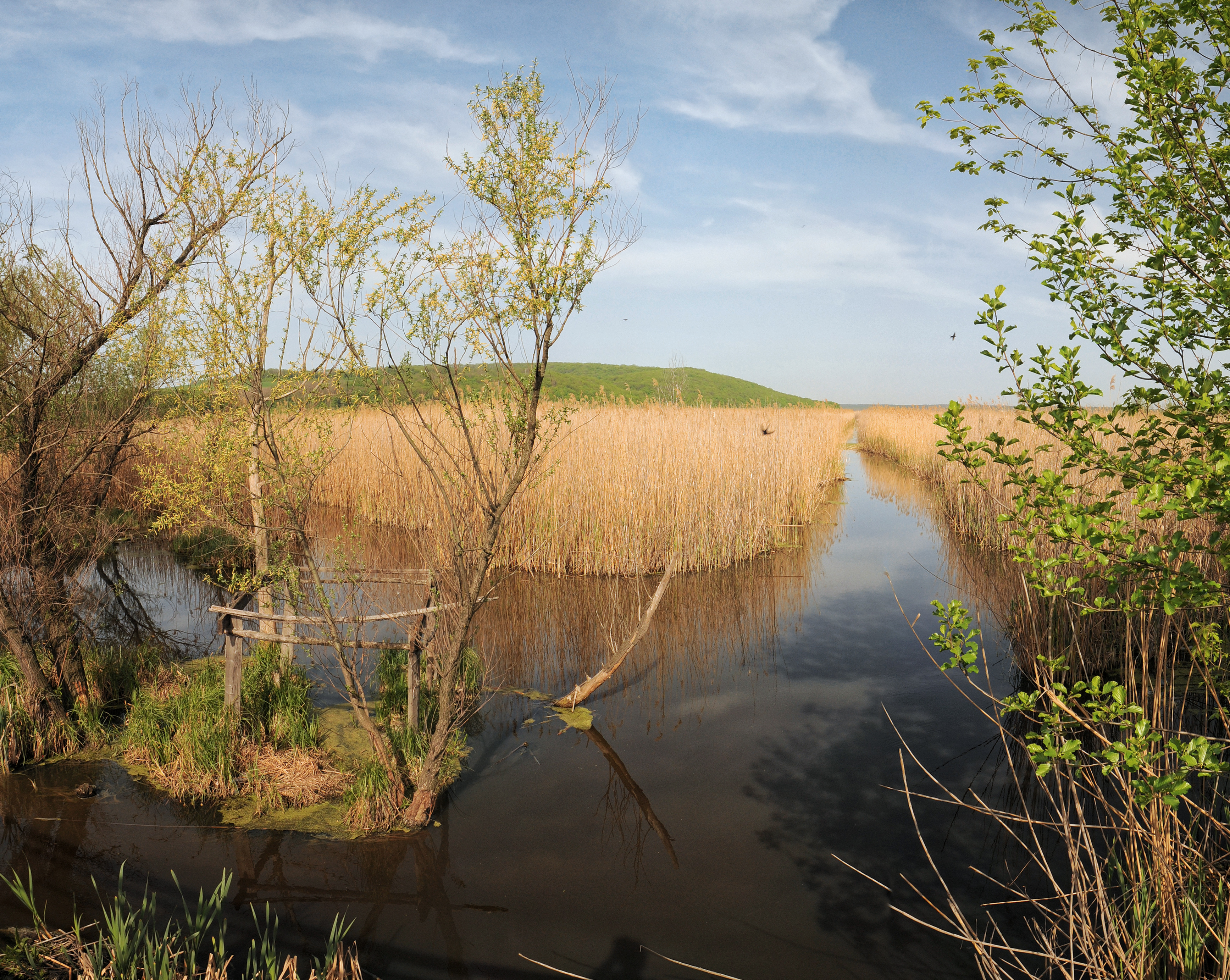
Краєвид Юрової гори з р. Ірдинка
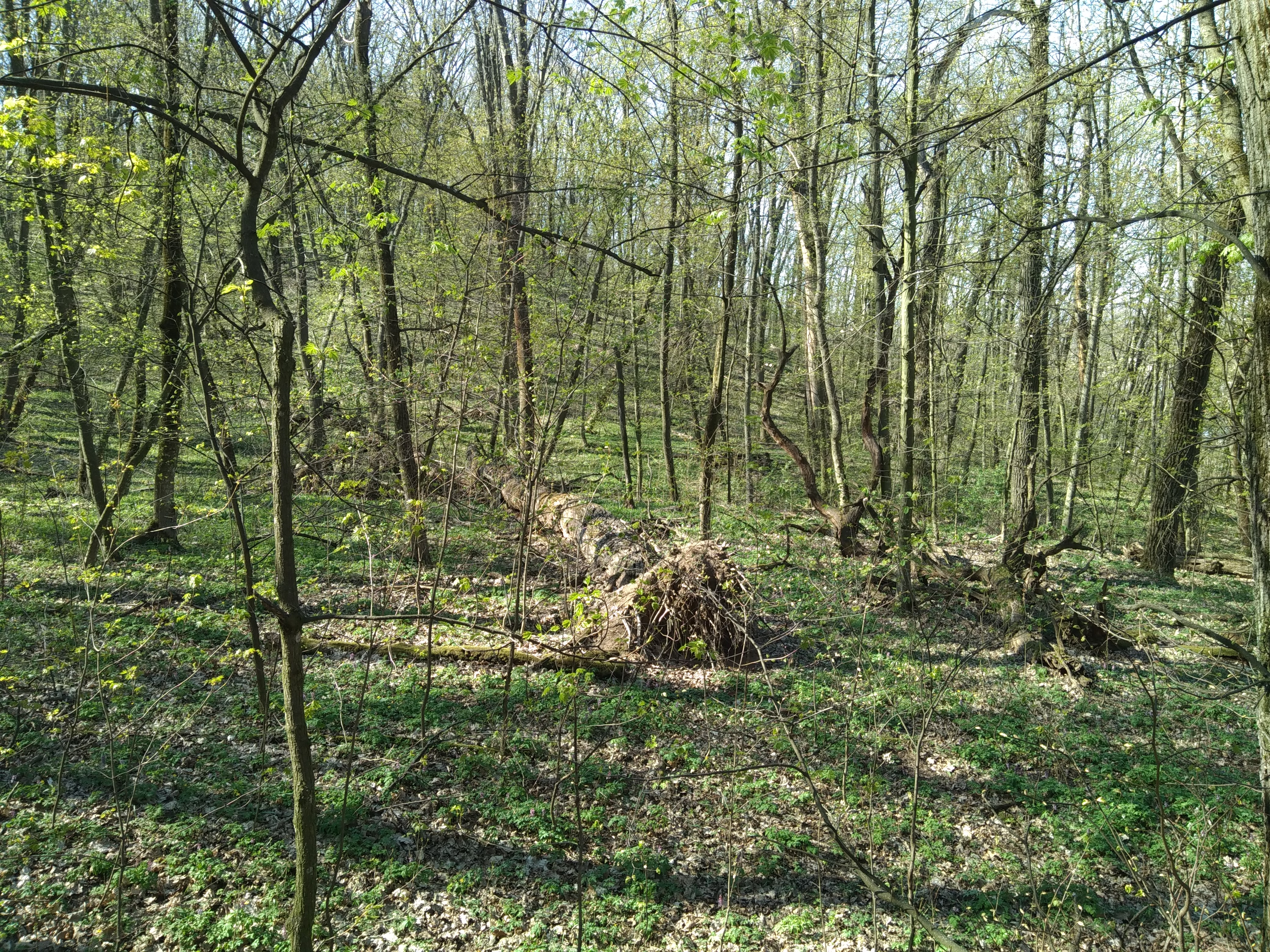
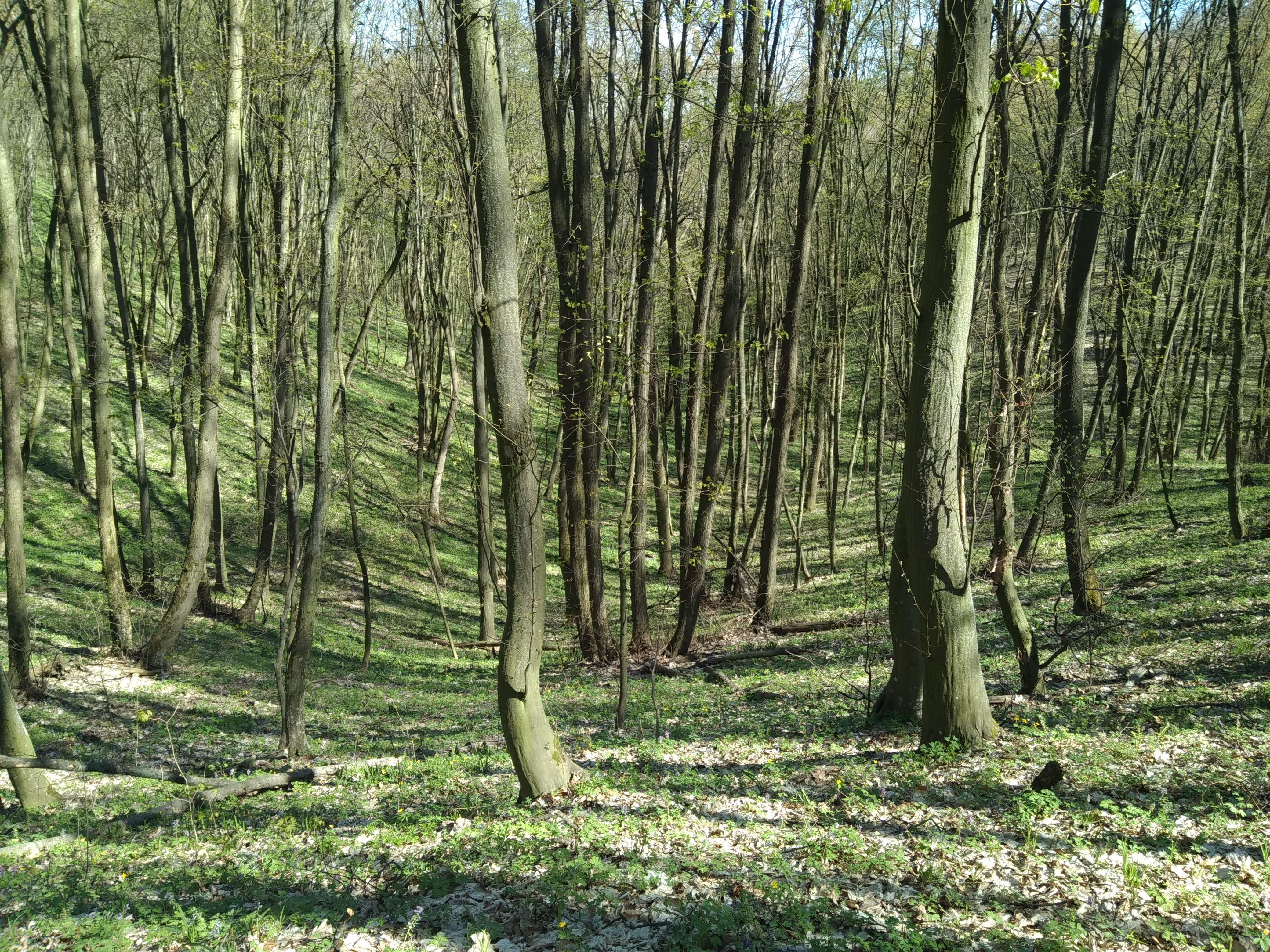
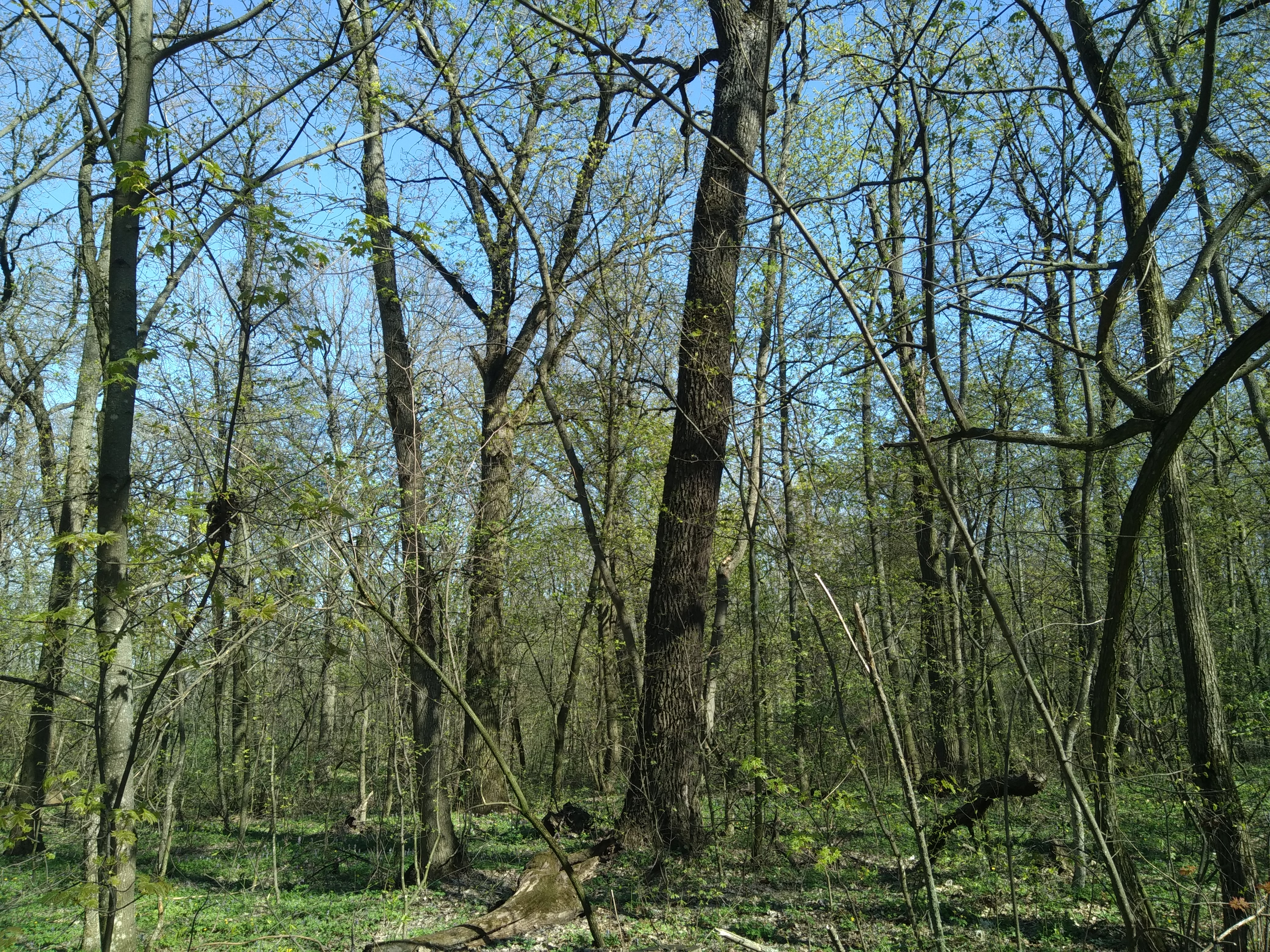
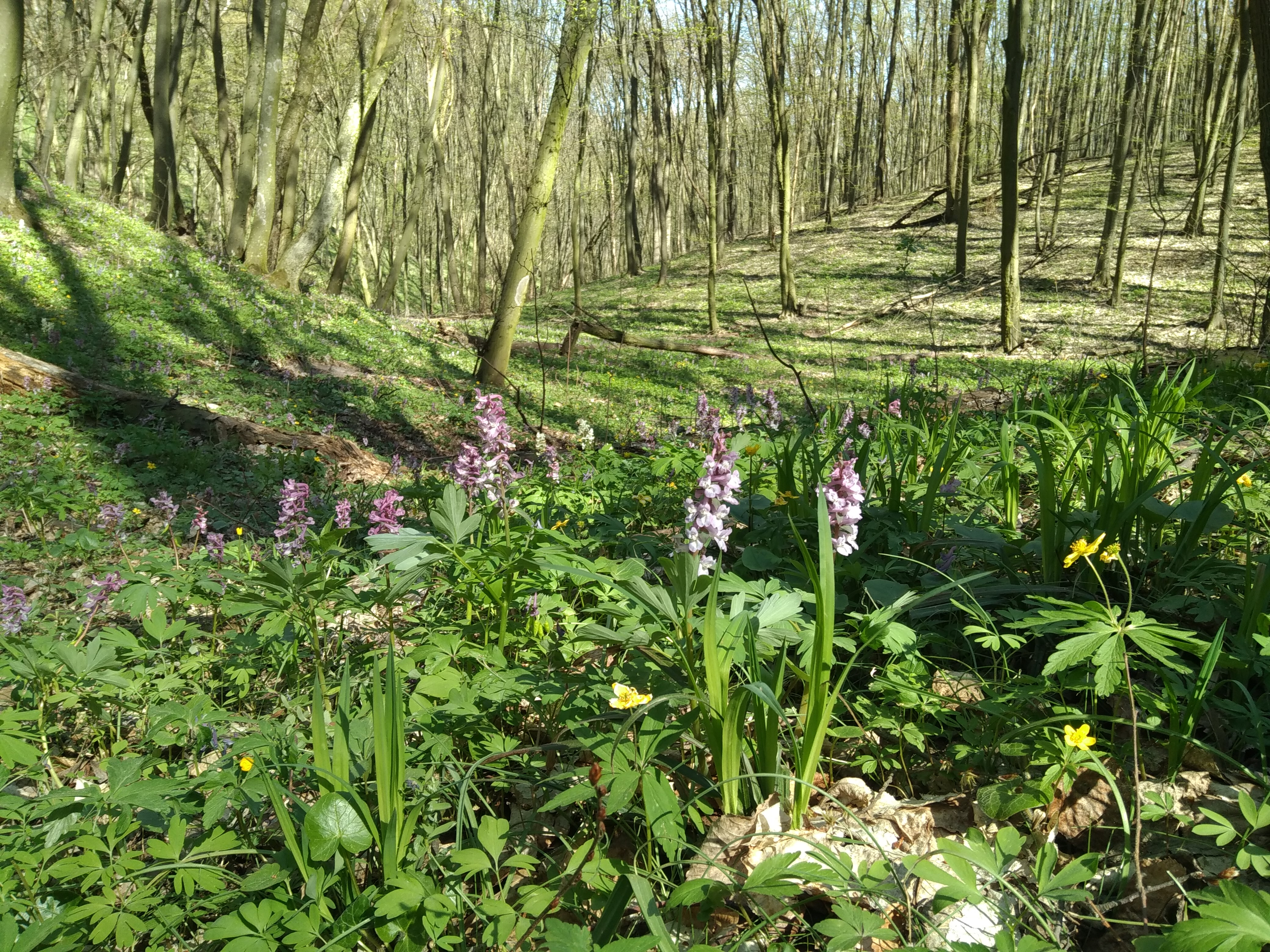
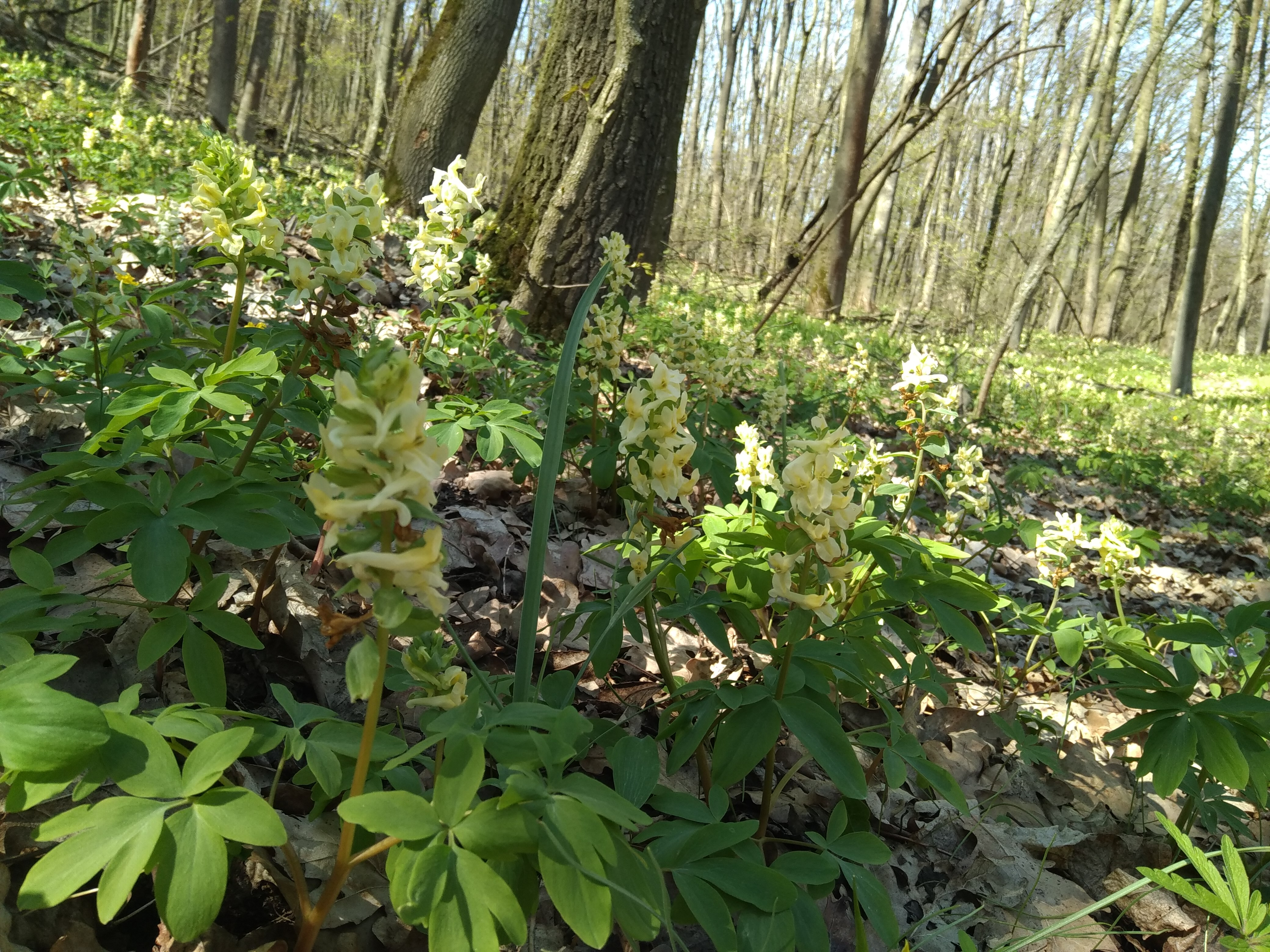
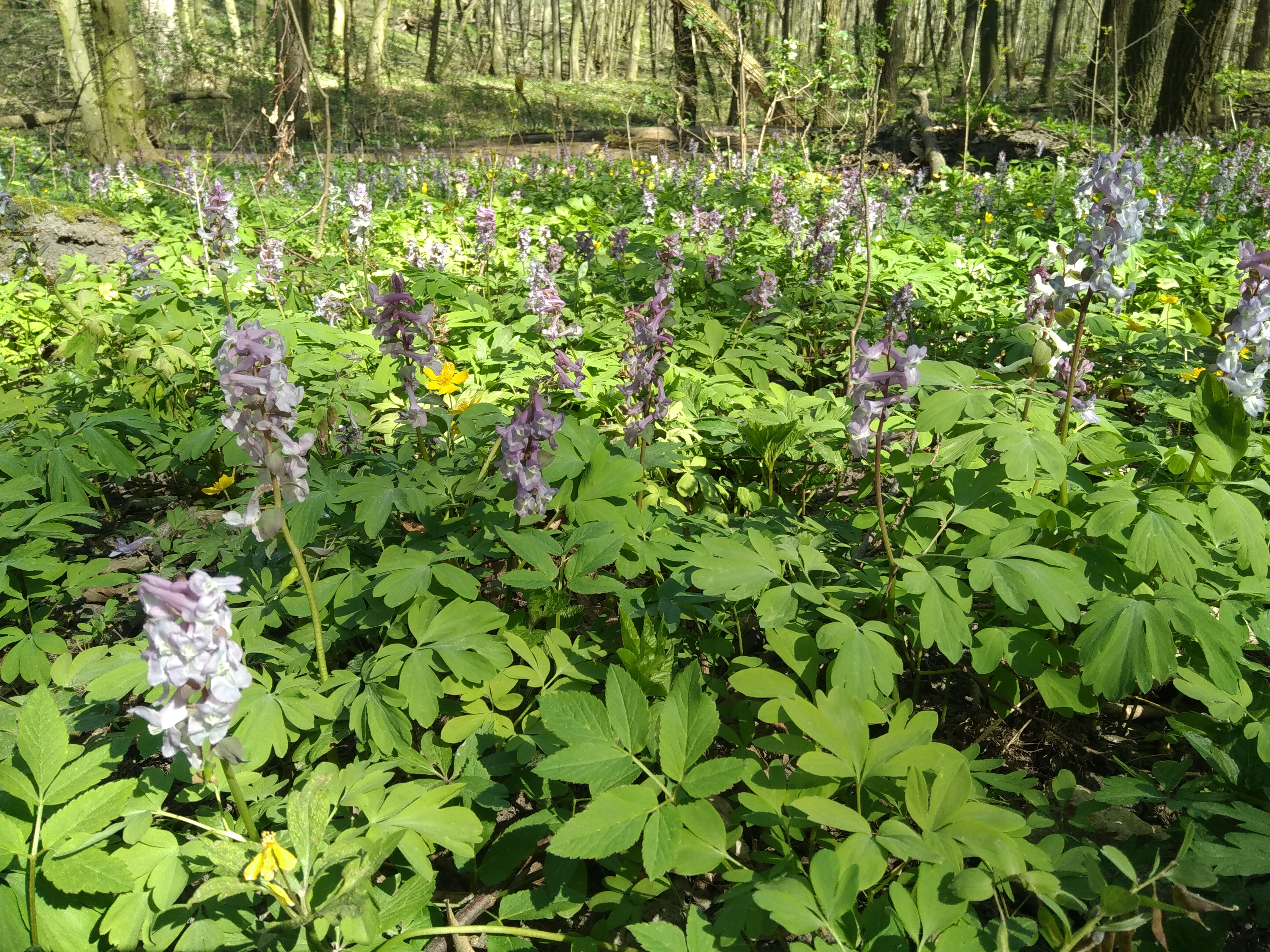